# Provincia de Itata
La provincia de Itata (del mapudungún: üthan üthatun ‘pacer a menudo o en abundancia’) es una provincia de la Región de Ñuble en Chile. Su actual territorio tiene una superficie 2746,5 km², su capital provincial es Quirihue. 
Esta provincia formaba parte, hasta 2018, de la antigua provincia de Ñuble, la cual, al ser elevada a la categoría de región -y escindida de la Región del Biobío- fue a su vez fraccionada en tres provincias: Diguillín, Punilla e Itata.

## Comunas y demografía
La provincia está constituida por siete comunas.
Comunas con su respectiva población (de acuerdo al censo de 2017):
- Cobquecura (5012)
- Coelemu (16 995)
- Ninhue (5213)
- Portezuelo (4862)
- Quirihue (11 594)
- Ránquil  (5755)
- Treguaco (5401)

Las comunas más pequeñas de la provincia, en consonancia con una proporción importante de las comunas rurales del país, han experimentado un estancamiento poblacional y varias han bajado en el número de sus habitantes en relación con el censo de 2002.

## Organización
En el comienzo, la organización territorial de la provincia del Itata contemplaba 8 comunas (las actuales más Quillón), y la capital provincial iba a ser Quirihue. Con el paso del tiempo, se produjo una encendida polémica entre las dos comunas más importantes de la futura provincia (Quirihue y Coelemu) para convertirse en capital. Las comunidades de ambas comunas presentaron sus respectivos argumentos. Coelemu argüía un mayor desarrollo empresarial, mayor producción, presencia de territorio costero y más población. Quirihue, en tanto, defendía su postura con un mayor peso histórico, mejor conectividad y cercanía a la capital regional, más fuerte afinidad tradicional a Itata y Ñuble en general y mejor urbanización e infraestructura.
Finalmente, el proyecto sería aprobado en el Congreso, con la decisión de mantener a Quirihue como capital provincial, pero cambiando a Quillón de provincia, situándola en la provincia del Diguillín.

## Economía
En 2018, la cantidad de empresas registradas en la provincia de Itata fue de 526. El Índice de Complejidad Económica (ECI) en el mismo año fue de -1,25, mientras que las actividades económicas con mayor índice de Ventaja Comparativa Revelada (RCA) fueron Transporte de Valores (155,32), Servicios de Forestación (98,9) y Reparación de Componentes Electrónicos (97,18).

## Autoridades
Las autoridades son nombradas directamente por el Presidente de la República y se mantienen en su cargo mientras cuenten con su confianza.

### Gobernador Provincial (2018-2021)

Logotipo de la Gobernación de la Provincia de Itata hasta 2021.

Los siguientes fueron los gobernadores provinciales de Itata.
| Gobernador(a)              | Partido | Partido | Inicio                  | Final               | Presidente(a) | Presidente(a)    |
| -------------------------- | ------- | ------- | ----------------------- | ------------------- | ------------- | ---------------- |
| Rossana Yáñez Fuller       |         | Evópoli | 6 de septiembre de 2018 | 12 de enero de 2021 |               | Sebastián Piñera |
| Mariela Fernández Castillo |         | Evópoli | 12 de enero de 2021     | 16 de abril de 2021 |               | Sebastián Piñera |
| Daniel Andrades Soto       |         | Evópoli | 23 de abril de 2021     | 14 de julio de 2021 |               | Sebastián Piñera |

### Delegado Presidencial Provincial (Desde 2021)

Logotipo de la Delegación Presidencial Provincial de Itata desde 2021.

Nuevo cargo que reemplaza la figura de Gobernador provincial.
| Delegado(a)           | Partido | Partido | Inicio                  | Final                   | Presidente(a) | Presidente(a)    |
| --------------------- | ------- | ------- | ----------------------- | ----------------------- | ------------- | ---------------- |
| Daniel Andrades Soto  |         | Evópoli | 14 de julio de 2021     | 11 de marzo de 2022     |               | Sebastián Piñera |
| Lisette Prado Stuardo |         | PL      | 11 de marzo de 2022     | 10 de diciembre de 2024 |               | Gabriel Boric    |
| Mario Cruces Núñez    |         | PL      | 1o de diciembre de 2024 | En el cargo             |               | Gabriel Boric    |